# Amblysmenus spinosus
Amblysmenus spinosus är en stekelart som beskrevs av Heinrich 1975. Amblysmenus spinosus ingår i släktet Amblysmenus och familjen brokparasitsteklar. Inga underarter finns listade i Catalogue of Life.